# Carola Stern

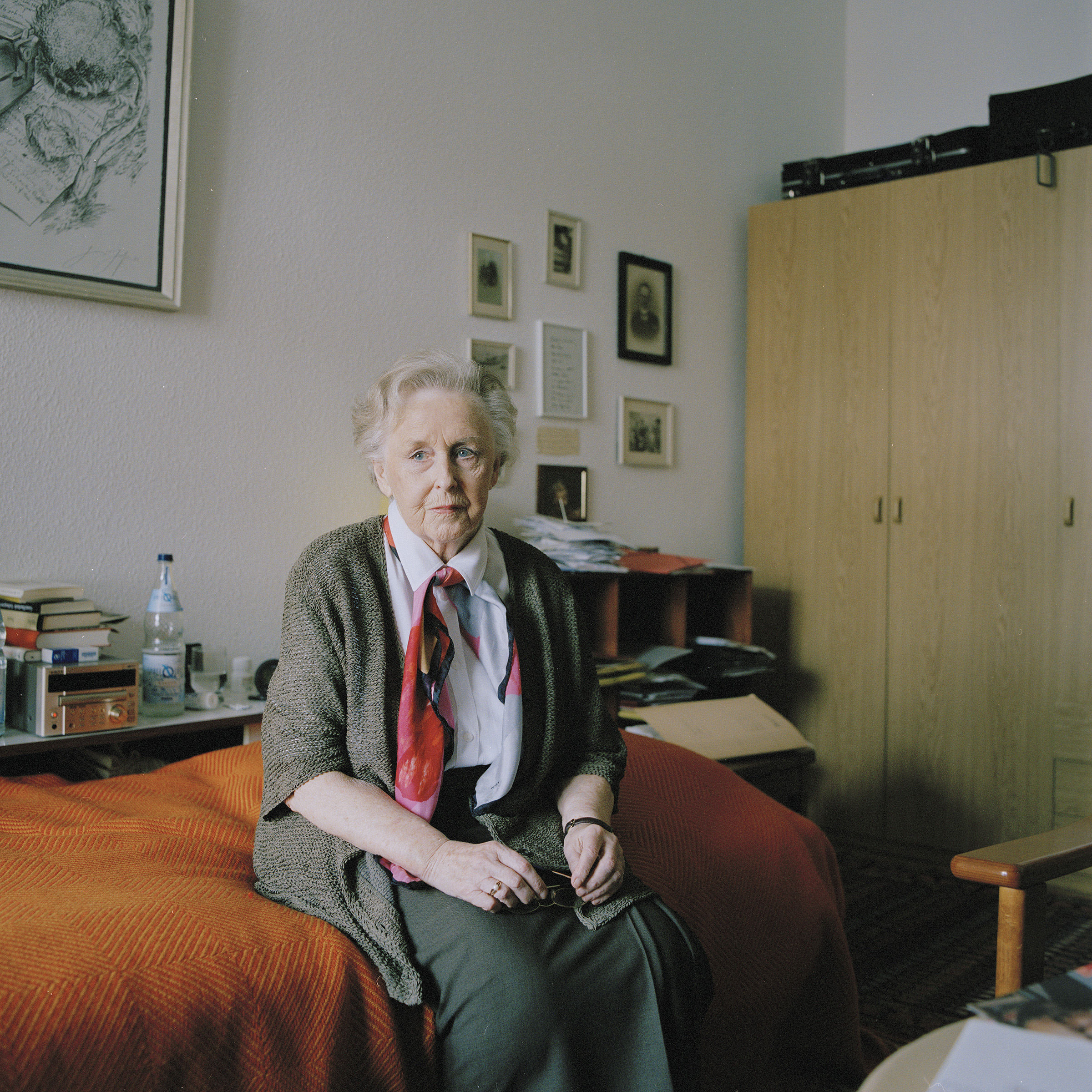
Carola Stern fotografiert von Oliver Mark, Berlin 2004

Carola Stern (* 14. November 1925 in Ahlbeck; † 19. Januar 2006 in Berlin; bürgerlicher Name Erika Asmuß, verheiratete Zöger) war eine deutsche Journalistin und Publizistin.

## Biografie

Carola Stern (links) auf dem Parteitag der Grünen im November 1986 in Hamburg

Carola Stern wurde am 14. November 1925 unter dem bürgerlichen Namen Erika Emma Ida Asmuß in Ahlbeck auf der Insel Usedom geboren. Ihre Eltern waren der Kreisausschuss-Obersekretär Otto August Friedrich Asmuß und Ella Ida Wilhelmine Asmuß, geb. Schwandt, Tochter des Fischers Jacob Schwandt, die nach dem Tod ihres Ehemannes in der Prinzenstraße 9 in Ahlbeck eine Pension führte. In ihrer Jugend änderte Stern die Schreibweise ihres Geburtsnamens in Aßmus bzw. Assmus. Vom Frühjahr 1936 an besuchte sie die Fontane-Schule in Swinemünde, eine Mädchenoberschule mit hauswirtschaftlichem Zweig. Dort legte sie 1944 die Abiturprüfung ab. Zur Zeit der NS-Herrschaft war sie Gruppenführerin im Bund Deutscher Mädel (BDM).
Nach dem Zweiten Weltkrieg hatte Stern näheren Kontakt zu US-Amerikanern in West-Berlin, wo ihre Mutter im Krankenhaus lag, und wurde 1947 vom Counter Intelligence Corps (CIC) als Agentin angeworben. In dessen Auftrag infiltrierte sie die Freie Deutsche Jugend (FDJ), trat später der SED bei und erhielt eine Dozentur an der Parteihochschule „Karl Marx“. Von einer Freundin wurde sie bei den DDR-Behörden denunziert. Nach einem Verhör durch die Parteikontrollkommission der Parteihochschule setzte sie sich am 21. Juni 1951 in die Westsektoren Berlins ab.
Von 1952 bis 1959 studierte Stern Politikwissenschaften an der Deutschen Hochschule für Politik und der Freien Universität Berlin. In dieser Zeit, so berichtete sie später, erlebte sie zwei Entführungsversuche durch Agenten des Ministeriums für Staatssicherheit („Stasi“). Stern begann eigene Texte und Artikel zu veröffentlichen, insbesondere zu den Themen DDR und SED. Um sich zu schützen, verwendete sie anfangs als Autorennachweis drei kleine Sterne statt ihres Namenskürzels, später legte sie sich das Pseudonym Carola Stern zu.

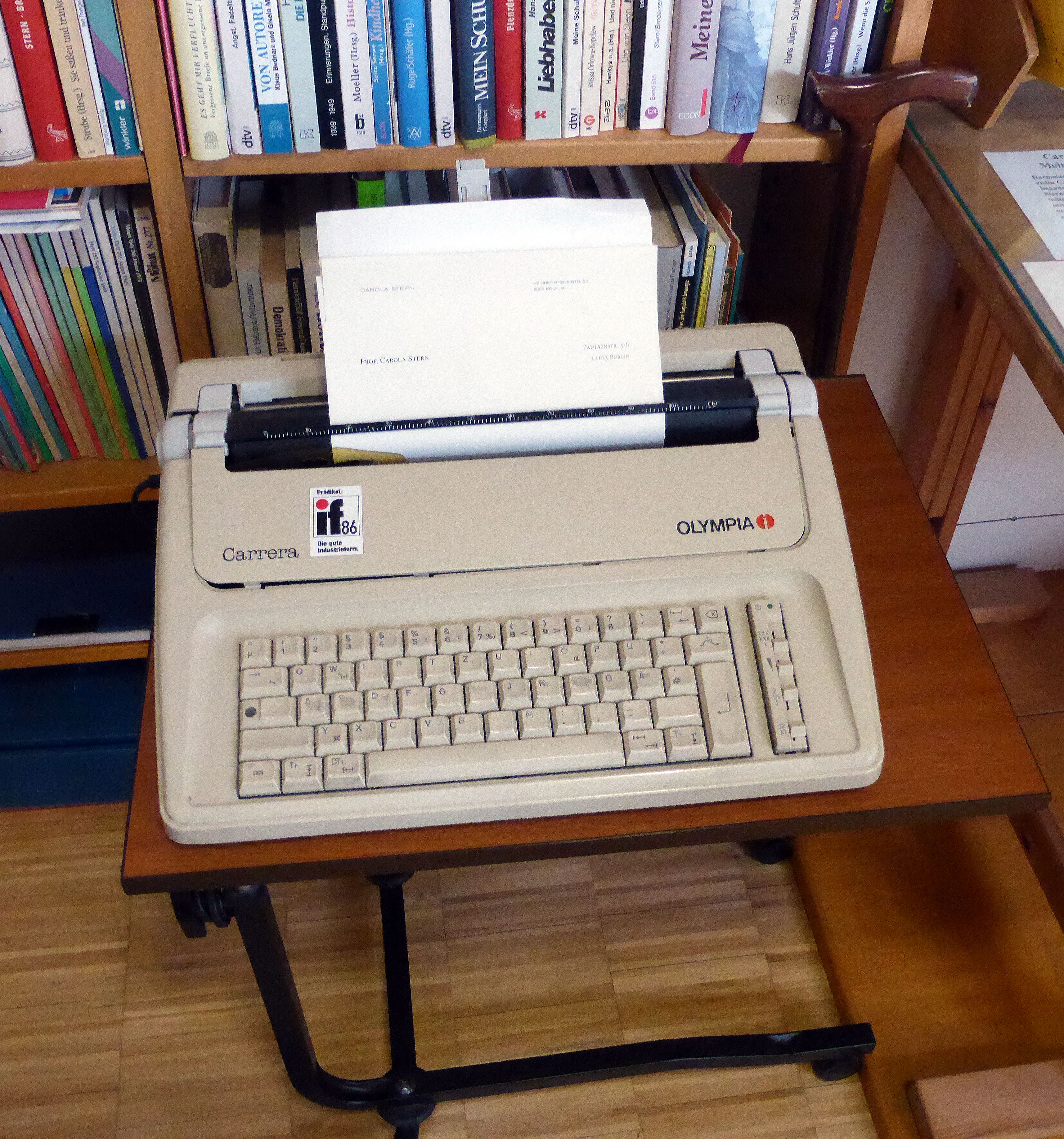
Carola Sterns Schreibmaschine in ihrem Nachlass gewidmeten Hans-Werner-Richter-Haus in Bansin

1960 wurde Stern Verlagslektorin bei Kiepenheuer & Witsch in Köln und konzentrierte sich in dieser Tätigkeit auf Themenfelder wie Menschenrechte, Frauenpolitik und Innenpolitik und profilierte sich als Expertin für DDR-Interna. Sie blieb bis 1970 bei dem Verlag.
Stern gehörte 1961 neben Gerd Ruge und Felix Rexhausen zu den Mitbegründern der westdeutschen Sektion von Amnesty International, deren Vorsitz sie übernahm. Später sagte sie: „Wenn ich auf mein Leben zurückblicke und denke, was ich alles gemacht habe, sage ich immer: Das Vernünftigste, was ich in meinem Leben getan habe, war amnesty international in der Bundesrepublik zu gründen.“ Darüber hinaus setzte sich die überzeugte Sozialdemokratin schon früh für Entspannungspolitik ein.
Von 1970 bis 1985 wirkte sie als Hörfunkredakteurin und prominente Kommentatorin im Westdeutschen Rundfunk (WDR). Dort leitete sie zeitweise die Programmgruppe Kommentare und Feature.
In der Zeitschrift Stern erschien am 6. Juni 1971 das von Carola Stern mitunterzeichnete Bekenntnis Wir haben abgetrieben!.
Von 1976 an war Stern neben Heinrich Böll und Günter Grass Herausgeberin der Zeitschrift L '76 (später L '80), die unter anderem den Verfolgten des Prager Frühlings eine Plattform bot. Mit Erhard Eppler, Inge Aicher-Scholl, Walter Dirks, Helmut Gollwitzer, Helmut Simon und weiteren Prominenten gründete sie die Gustav-Heinemann-Initiative.
Carola Stern war mit dem Journalisten Heinz Zöger verheiratet. 1990 zog sie mit ihm nach Berlin um. 1996 erwarb das Ehepaar ein Ferienhaus in Balm auf Usedom.
Nach ihrer Pensionierung schrieb Carola Stern Bücher. Im Jahr 2000 unterzeichnete sie zusammen mit Hartmut von Hentig und Günter Grass einen Aufruf, die Entschädigung ehemaliger Zwangsarbeiter nicht weiter zu verschleppen.

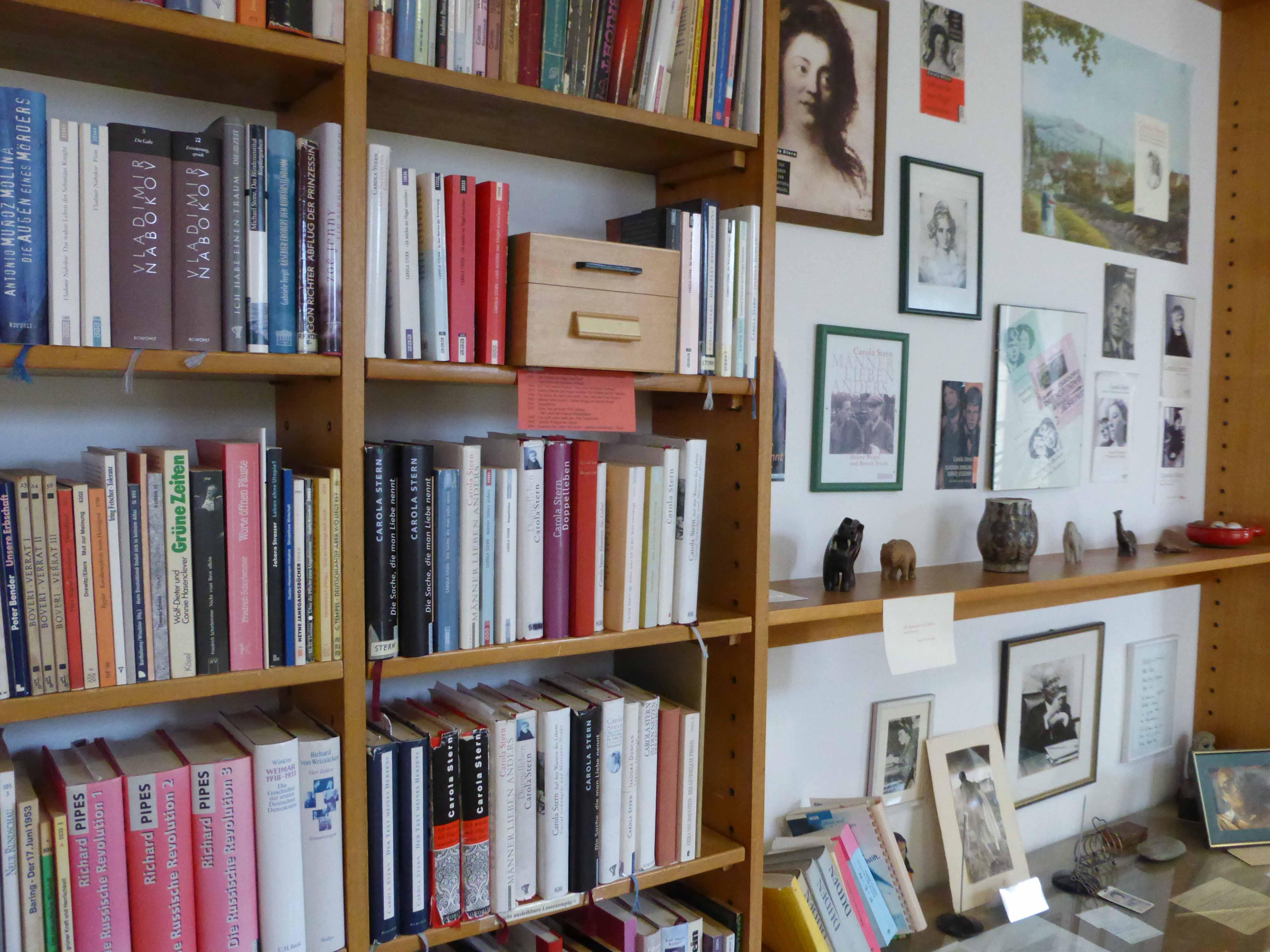
Carola Sterns Bibliothek im Hans-Werner-Richter-Haus

Ihre letzten Lebensjahre verbrachte sie in der Residenz Sophiengarten in Berlin-Steglitz. Am 19. Januar 2006 starb sie in einem Berliner Krankenhaus. Carola Stern ist in Benz auf Usedom beigesetzt, wo sich auch das Grab ihres Ehemannes befand.
Im Hans-Werner-Richter-Haus in Bansin auf Usedom werden Teile von Sterns Nachlass aufbewahrt.
Im Januar 2008 gab das P.E.N.-Zentrum Deutschland die Gründung der Carola-Stern-Stiftung bekannt. Diese soll politisch verfolgte Autoren und ihre Familie unterstützen und ihre Integration in Deutschland fördern.

## Veröffentlichungen von Carola Stern
- 1954: Die SED. – Handbuch über den Aufbau, die Organisation und Funktion des Parteiapparats der SED. Rote Weissbücher 14.
- 1957: Porträt einer bolschewistischen Partei. – Entwicklung, Funktion und Situation der SED. Wie konnte die SED alle anderen gesellschaftlich relevanten Gruppen aus der Macht verdrängen?
- 1958: Agitation und Propaganda. Das System der publizistischen Massenführung in der Sowjetzone. (Von Ernst Richert in Zusammenarbeit mit Carola Stern und Peter Dietrich) Verlag Franz Vahlen, Berlin und Frankfurt.
- 1963: Ulbricht. Eine politische Biographie. Kiepenheuer und Witsch, Köln/Berlin.
- 1971: Lexikon zur Geschichte und Politik im 20. Jahrhundert – als Mitherausgeberin.
- 1975: Willy Brandt. rororo Monographien Nr. 50.232, ISBN 3-499-50232-1.
- 1979: Zwei Christen in der Politik – Gustav Heinemann und Helmut Gollwitzer. – Gustav Heinemann gewidmet.
- 1979: Wendepunkte der deutschen Geschichte. – herausgegeben zusammen mit Heinrich A. Winkler.
- 1980: Strategien für die Menschenrechte.
- 1981: amnesty international – Wer schweigt, wird mitschuldig. – als Herausgeberin.
- 1986: Isadora Duncan und Sergej Jessenin. Der Dichter und die Tänzerin. – rororo Taschenbücher Nr. 22.531, ISBN 3-499-22531-X.
- 1986: In den Netzen der Erinnerung. Lebensgeschichten zweier Menschen. – rororo Taschenbücher Nr. 12.227, ISBN 3-499-12227-8.
- 1990: „Ich möchte mir Flügel wünschen.“ Das Leben der Dorothea Schlegel. Rowohlt, ISBN 3-499-13368-7.
- 1994: Der Text meines Herzens. Das Leben der Rahel Varnhagen. Rowohlt, ISBN 3-499-13901-4.
- 1998: Die Sache, die man Liebe nennt. Das Leben der Fritzi Massary. – 2000: Rowohlt, ISBN 3-499-22529-8.
- 2000: Männer lieben anders. Helene Weigel und Bertolt Brecht. – Rowohlt, Berlin, ISBN 3-87134-411-7.
- 2001: Doppelleben. – Autobiografie, Kiepenheuer & Witsch, Köln, ISBN 3-462-02981-9.
- 2003: Alles, was ich in der Welt verlange. Das Leben der Johanna Schopenhauer. – Kiepenheuer & Witsch, Köln, ISBN 3-462-03319-0.
- 2004: „Uns wirft nichts mehr um.“ Eine Lebensreise, aufgezeichnet von Thomas Schadt. – Rowohlt, Reinbek, ISBN 3-498-06380-4.
- 2005: Eine Erdbeere für Hitler: Deutschland unterm Hakenkreuz. – zusammen mit Ingke Brodersen herausgegebenes Jugendbuch.
- 2005: Auf den Wassern des Lebens. – Doppelbiographie von Gustaf Gründgens und Marianne Hoppe. Verlag Kiepenheuer & Witsch, Köln, ISBN 3-462-03604-1.
- 2006: Kommen Sie, Cohn! – zusammen mit Ingke Brodersen, Verlag Kiepenheuer und Witsch, Köln, Doppelbiographie und deutsch-jüdische Familiengeschichte des Verlegers Friedrich Cohn und der Schriftstellerin Clara Viebig (letztes, postum erschienenes Buch), ISBN 3-462-03724-2.

## Mitgliedschaft
- bis 1945 im Bund Deutscher Mädel, zuletzt als „Mädelgruppenführerin“
- nach 1945 bis 1951 in der FDJ und der SED
- 1961 bis 1970 zweite, dann erste Vorsitzende der bundesdeutschen Sektion von Amnesty International
- 1970 bis 1972 im internationalen Exekutivkomitee von Amnesty International
- ab 1972 im PEN-Zentrum Deutschland, ab 1995 dessen Ehrenpräsidentin
- ab 1997 Schirmherrin der Varnhagen-Gesellschaft
- im Beirat des Vereins Gegen Vergessen – Für Demokratie
- in der Sozialdemokratischen Partei Deutschlands
- im Kuratorium des Gustav-Heinemann-Bürgerpreises

## Auszeichnungen
- 1970 Jakob-Kaiser-Preis
- 1972 Carl-von-Ossietzky-Medaille
- 1988 Staatspreis des Landes Nordrhein-Westfalen
- 1988 Wilhelm-Heinse-Medaille
- 1994 Hermann-Kesten-Medaille
- 1995 Hermann-Sinsheimer-Preis
- 1997 Siebenpfeiffer-Preis
- 1998 Roswitha-Preis
- 1998 Louise-Schroeder-Medaille
- 2001 Großes Verdienstkreuz der Bundesrepublik Deutschland[8]